# Bergsee (Güntersberge)
Der Bergsee, auch als Mühlteich bezeichnet, ist ein denkmalgeschützter Teich in Harzgerode auf dem Gebiet des Ortsteils Stadt Güntersberge in Sachsen-Anhalt.

## Lage
Der Teich liegt am westlichen Ortseingang Güntersberges. Nördlich des von Wäldern umgebenen Bergsees verläuft die Bundesstraße 242, auf seiner Südseite die Selketalbahn und der Selketalstieg.

## Gestaltung und Geschichte

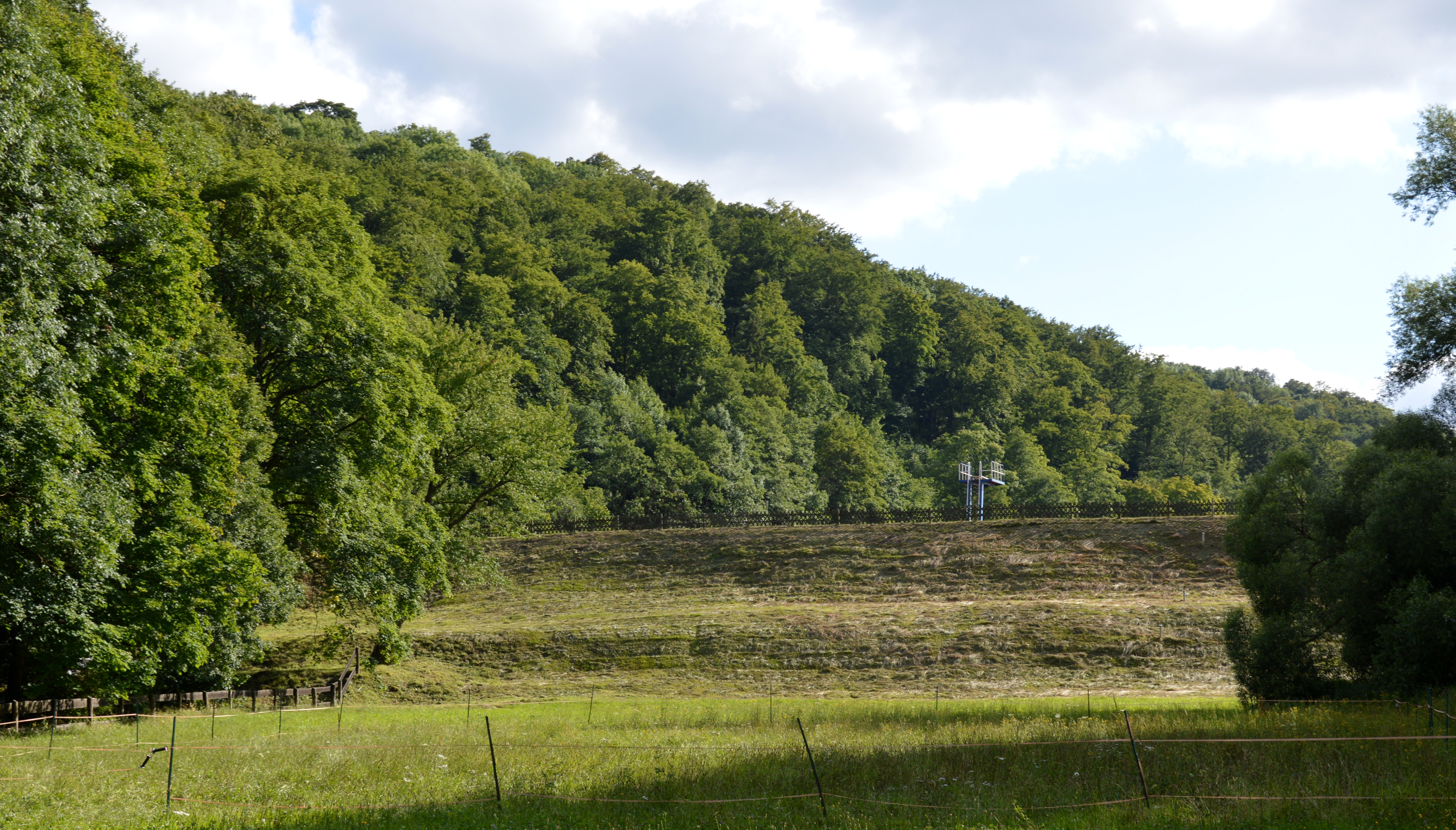
Staudamm

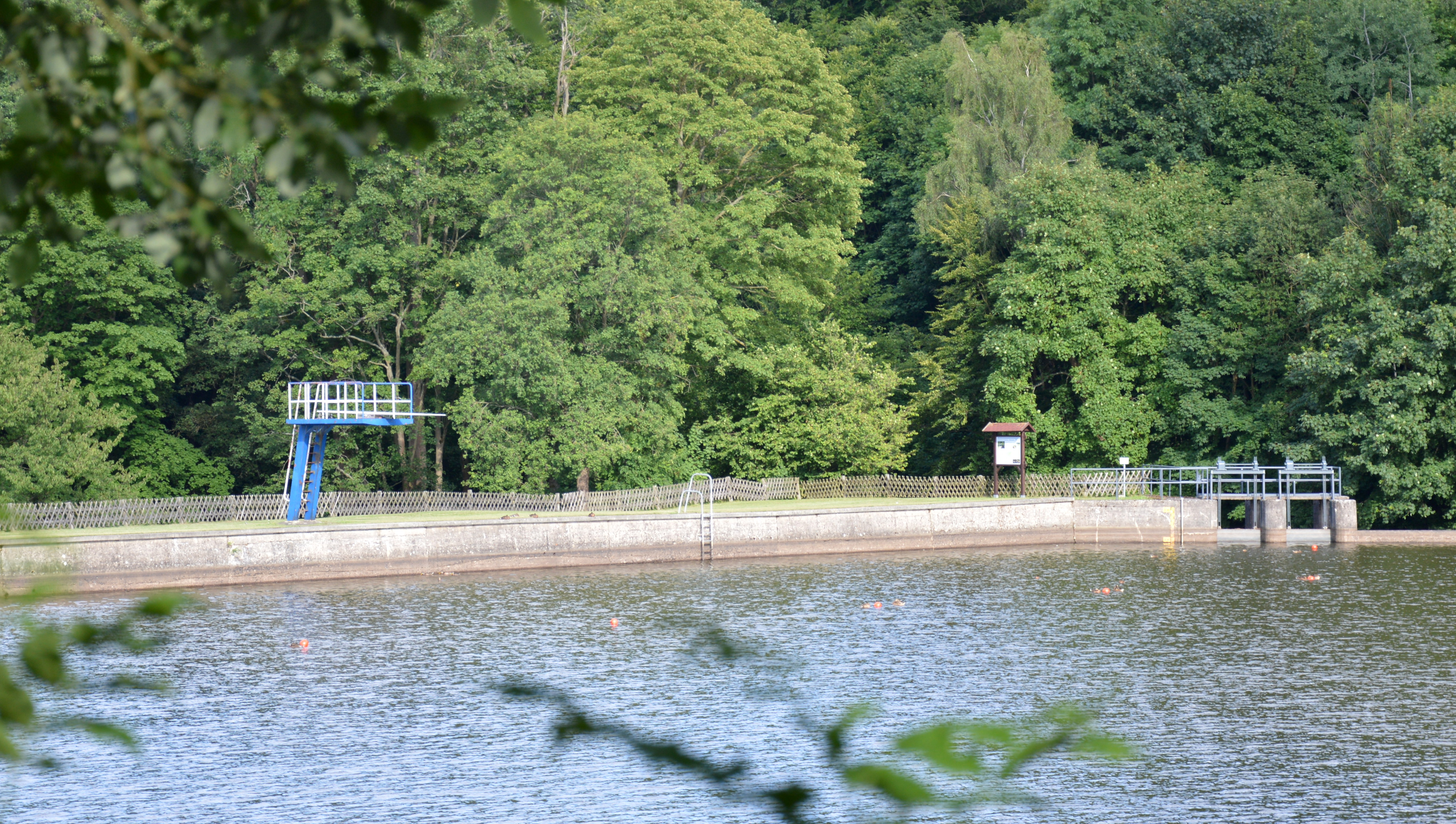
Freibad

Der Bergsee ist ein Kunstteich. Die an seinem östlichen Ende befindliche Staumauer staut die von Westen hereinfließende Selke auf. Darüber hinaus münden auch der Katzsohlbach und ein weiterer Bach in den Teich.
Angelegt wurde der Teich 1751/52 um Aufschlagwasser für die Gruben im weiter östlich befindlichen Straßberg zu gewinnen. Später versorgte der Teich auch eine nahe dem Teich errichtete Wassermühle.
An der nordöstlichen Ecke gibt es eine Gaststätte sowie einen Bootsverleih.
Im örtlichen Denkmalverzeichnis ist der Kunstteich unter der Erfassungsnummer 094 18666 als Baudenkmal verzeichnet.